# Biblis

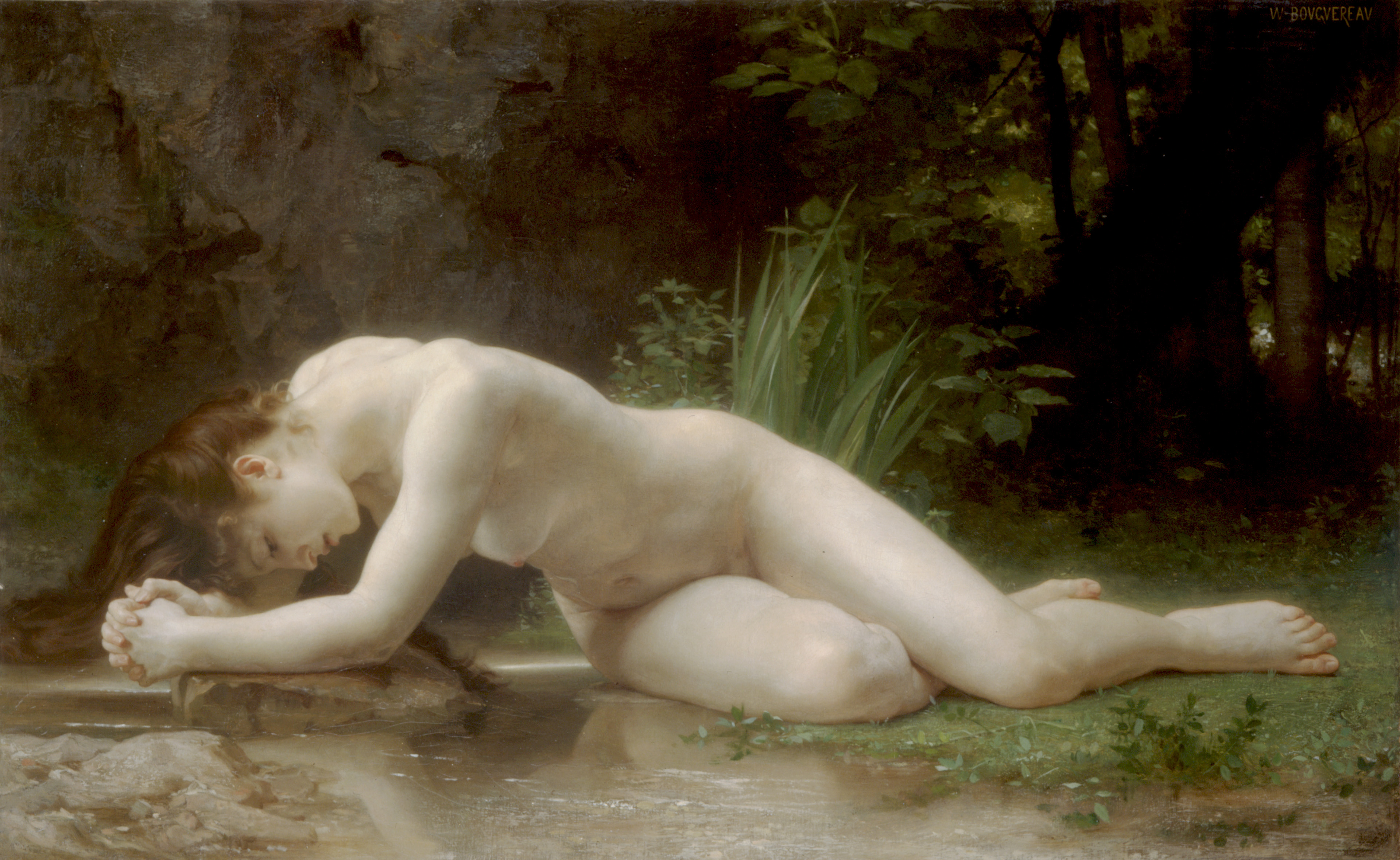
Biblis por William-Adolphe Bouguereau (1884).

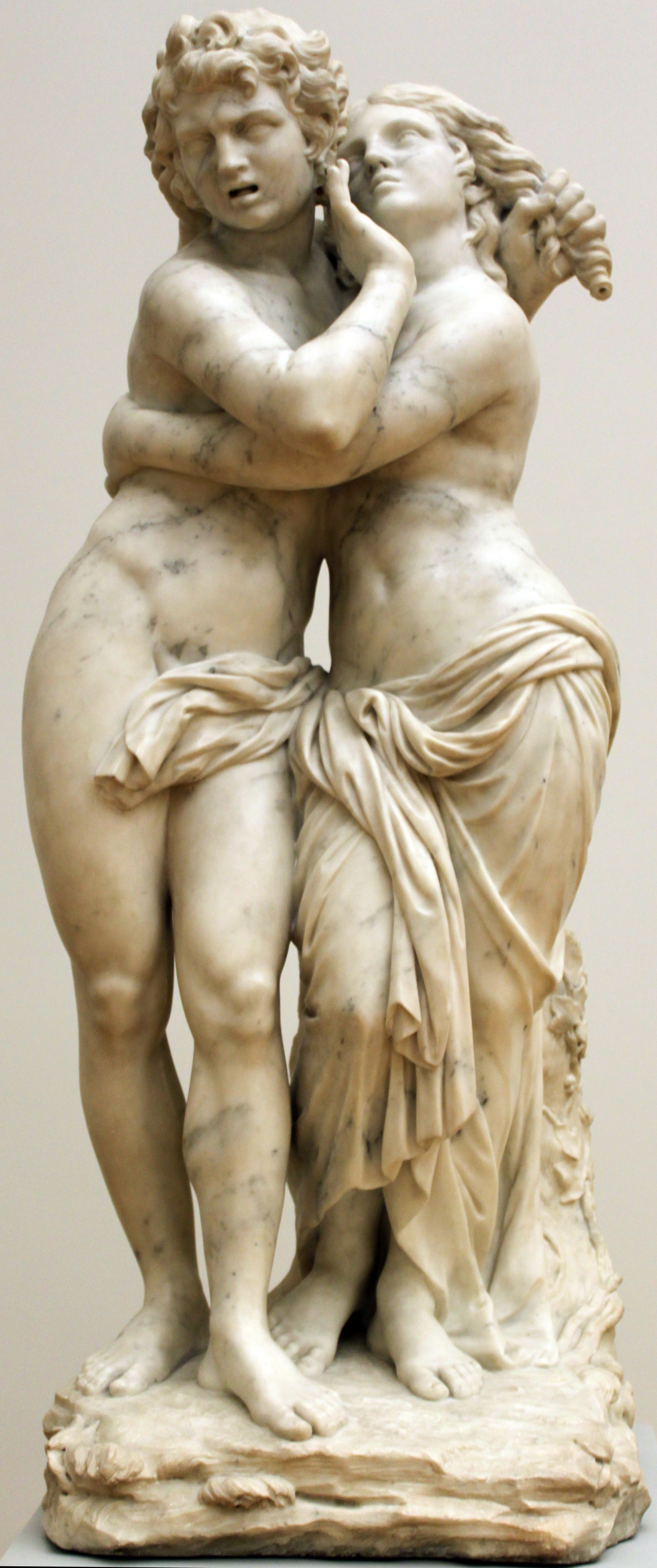
Biblis e Cauno por Laurent Delvaux, 1734, Bode Museum.

Na mitologia grega, Biblis, bibilis ou Bíblide (em grego clássico: Βυβλίς) era filha de Mileto. Ela se apaixonou por Cauno, seu irmão gêmeo.

## Variantes do Mito
A interpretação mais elaborada de sua história é a de Ovídio, e se desenrola da seguinte maneira. Biblis percebeu o seu amor para Cauno, e apesar de seus esforços iniciais para convencer-se de que os seus sentimentos eram naturais, ela percebeu a impropriedade. Incapaz de manter o seu amor por Cauno em segredo dele por mais tempo, ela enviou para ele uma longa carta de amor através de um servo, dando exemplos de outras relações incestuosas entre os deuses. Revoltado, ele fugiu, acreditando que ela poderia tentar fazer com que ele a amasse. Quando ela descobriu que ele tinha fugido, ela rasgou a sua propria roupa em tristeza e foi conduzida a loucura. Ela então passou a perseguir ele por boa parte da Grécia e da Ásia Menor , até que ela finalmente morreu, desgastada pela dor e pela longa jornada.
Antonino Liberal novamente retrata Biblis como sentindo amor por Cauno, mas sem ser correspondida por seu irmão; ela rejeita as propostas de numerosos pretendentes e tenta cometer suicídio pulando de um penhasco, mas é salva por hamadríades, que fazem com que ela adormeça e transformam ela em uma companheira das ninfa.
A cidade de Biblos , na Fenícia , acreditava-se que tinha ganhado seu  nome a partir do nome Biblis.